# Bélgica
Bélgica è una stazione della linea ML2 della rete tranviaria di Madrid.
Si trova presso la Vía de las Dos Castillas all'incrocio con la Calle Bélgica, nel comune di Pozuelo de Alarcón. Si tratta della stazione più vicina al centro di Pozuelo.

## Storia
È stata inaugurata il 27 luglio 2007 insieme al primo tratto della linea.